# Liste der Naturdenkmale in Trendelburg
Die Liste der Naturdenkmale in Trendelburg nennt die auf dem Gebiet der Stadt Trendelburg im Landkreis Kassel in Hessen gelegenen Naturdenkmale. Dies sind gegenwärtig Bäume an 16 Standorten sowie 3 Flächenhafte Naturdenkmale, darunter der „Nasse Wolkenbruch“.

## Bäume
| Bild                          | Bezeichnung                     | Ortsteil, Lage                                 | Beschreibung | Art                    | Nr.                                                                 |
| ----------------------------- | ------------------------------- | ---------------------------------------------- | --- | ---------------------- | ------------------------------------------------------------------- |
| mehr Fotos \| Fotos hochladen | 1 Eiche „Friedenseiche 1870/71“ | Deisel 51° 35′ 54,2″ N, 9° 24′ 33,6″ O         | Stieleiche ca. 300 m nördlich des Ortsrandes von Deisel. Der Baum steht am Sportplatz, direkt westlich der B 83. Diese „Friedenseiche“ erinnert an den Deutsch-Französischen Krieg von 1870 bis 1871. Vor Ort gibt es gegenwärtig aber keinen Hinweis darauf. Stammumfang: 3,45 m (2005: 3,15 m) Höhe: 21 m Pflanzjahr: ca. 1875 OSM-Link zur Kartendarstellung: Stieleiche am Sportplatz von Deisel | Quercus robur          | 6.33.762                                                            |
| mehr Fotos \| Fotos hochladen | 1 Linde                         | Deisel 51° 35′ 33,6″ N, 9° 24′ 31,1″ O         | Sommerlinde in der Ortsmitte von Deisel. Der beeindruckende Baum steht auf dem Kirchhof, direkt nördlich neben der sehenswerten Kirche von Deisel. Die Linde füllt den Raum zwischen dem Langhaus und der umgebenden Wohnbebauung. Neben dem Westportal der Kirche steht eine weitere alte Linde. Stammumfang: 5,15 m (2005: 4,80 m) Höhe: 23 m Pflanzjahr: ca. 1855 OSM-Link zur Kartendarstellung: Sommerlinde an der Kirche von Deisel | Tilia platyphyllos     | 6.33.763                                                            |
| mehr Fotos \| Fotos hochladen | 1 Linde                         | Deisel 51° 35′ 44,6″ N, 9° 24′ 54,9″ O         | Sommerlinde ca. 300 m nordöstlich des Ortsrandes von Deisel. Standort ist eine Wiese innerhalb der Flussschleife der Diemel. Stammumfang: 4,70 m Höhe: 16 m Pflanzjahr: ca. 1905 OSM-Link zur Kartendarstellung: Sommerlinde nordöstlich von Deisel | Tilia platyphyllos     | 6.33.764                                                            |
| mehr Fotos \| Fotos hochladen | 1 Esche                         | Eberschütz 51° 32′ 11,2″ N, 9° 21′ 21,7″ O     | Gemeine Esche ca. 200 m südwestlich des Ortsrandes von Eberschütz. Der Baum steht in den Wiesen südlich der Diemel. Etwa 100 m südlich ist der Standort einer als Naturdenkmal geschützten Rosskastanie (s. u. 6.33.781). Stammumfang: 3,65 m Höhe: 23 m Pflanzjahr: ca. 1885 OSM-Link zur Kartendarstellung: Esche bei Eberschütz | Fraxinus excelsior     | 6.33.766                                                            |
| mehr Fotos \| Fotos hochladen | 1 Eiche „Luthereiche“, 1 Eiche  | Friedrichsfeld 51° 34′ 32,3″ N, 9° 27′ 38,5″ O | 2 Stieleichen am nördlichen Ortsrand von Friedrichsfeld. Die beiden Bäume stehen beidseits des Wülmerser Weges. Die „Luthereiche“ auf dem Spielplatz: Stammumfang: 4,10 m Höhe: 24 m Pflanzjahr: ca. 1875 OSM-Link zur Kartendarstellung: „Luthereiche“ in Friedrichsfeld Die Eiche vor der „Trierlandhalle“: Stammumfang: 4,00 m Höhe: 22 m Pflanzjahr: ca. 1875 OSM-Link zur Kartendarstellung: Eiche vor der „Trierlandhalle“ in Friedrichsfeld | Quercus robur          | 6.33.767                                                            |
| mehr Fotos \| Fotos hochladen | 1 Eiche „Friedenseiche“         | Friedrichsfeld 51° 34′ 20,7″ N, 9° 27′ 35,2″ O | Stieleiche am südlichen Ortsrand von Friedrichsfeld. Standort ist eine Wiese zwischen dem Wülmerser Weg und der Straße „Am Anger“. Vor Ort gibt es keinen Hinweis auf den Status als „Friedenseiche“. Stammumfang: 4,95 m Höhe: 24 m Pflanzjahr: ca. 1875 OSM-Link zur Kartendarstellung: „Friedenseiche“ am Südrand von Friedrichsfeld | Quercus robur          | 6.33.768                                                            |
| mehr Fotos \| Fotos hochladen | 1 Eiche „Friedenseiche 1870/71“ | Gottsbüren 51° 34′ 43,7″ N, 9° 30′ 2,3″ O      | Stieleiche in der Ortsmitte von Gottsbüren. Der Baum steht auf dem Kirchhof und erinnert als „Friedenseiche“ an den Deutsch-Französischen Krieg von 1870 bis 1871. Vor Ort ist noch die zeitgenössische und wohl authentische Widmung erhalten. An der Südwestseite ist der Stamm auf ca. 3 m offen, dort wurden Rundstähle eingebaut und das Holz des Stammes von innen mit einem Anstrich versehen. Stammumfang: 4,45 m Höhe: 33 m Pflanzjahr: ca. 1875 OSM-Link zur Kartendarstellung: Stieleiche an der Kirche von Gottsbüren                                  | Quercus robur          | 6.33.769                                                            |
| mehr Fotos \| Fotos hochladen | 1 Linde                         | Langenthal 51° 36′ 35,5″ N, 9° 21′ 48,7″ O     | Sommerlinde in der Ortsmitte von Langenthal. Der beeindruckende Baum steht am Zugang zur Kirche, direkt an der Straße „An den Anlagen“. Stammumfang: 5,15 m (2005: 5,00 m) Höhe: 27 m Pflanzjahr: ca. 1855 OSM-Link zur Kartendarstellung: Linde vor der Kirche in Langenthal | Tilia platyphyllos     | 6.33.770                                                            |
| mehr Fotos \| Fotos hochladen | 1 Eiche „Friedenseiche 1870/71“ | Langenthal 51° 36′ 48,1″ N, 9° 22′ 37,4″ O     | Stieleiche am östlichen Ortsrand von Langenthal. Standort ist eine kleine Wiese direkt nördlich der Helmershäuser Straße (K 72). Der Baum erinnert als „Friedenseiche“ an den Deutsch-Französischen Krieg von 1870 bis 1871, vor Ort gibt es keinen Hinweis darauf. Stammumfang: 4,10 m Höhe: 20 m Pflanzjahr: ca. 1875 OSM-Link zur Kartendarstellung: Stieleiche am Ortsrand von Langenthal | Quercus robur          | 6.33.771                                                            |
| mehr Fotos \| Fotos hochladen | 3 Eichen                        | Sielen 51° 33′ 11,6″ N, 9° 22′ 52,6″ O         | Stieleiche in der Ortsmitte von Sielen. Der Baum steht, mit einem zweiten Baum aus der Dreiergruppe, auf einer Grünfläche an der Südseite des Kirchhofes. Stammumfang: 3,75 m Höhe: 25 m Pflanzjahr: ca. 1885 OSM-Link zur Kartendarstellung: Stieleiche am Kirchhof von Sielen, Südwesten | Quercus robur          | 6.33.772                                                            |
| mehr Fotos \| Fotos hochladen | 3 Eichen                        | Sielen 51° 33′ 11,8″ N, 9° 22′ 52,9″ O         | Stieleiche in der Ortsmitte von Sielen. Der Baum steht, mit einem zweiten Baum aus der Dreiergruppe, auf einer Grünfläche an der Südseite des Kirchhofes. Stammumfang: 3,40 m Höhe: 24 m Pflanzjahr: ca. 1885 OSM-Link zur Kartendarstellung: Stieleiche am Kirchhof von Sielen, Südosten | Quercus robur          | 6.33.772                                                            |
| mehr Fotos \| Fotos hochladen | 3 Eichen                        | Sielen 51° 33′ 12,7″ N, 9° 22′ 52,4″ O         | Stieleiche in der Ortsmitte von Sielen. Der Baum steht auf einer Grünfläche an der Nordseite des Kirchhofes. Stammumfang: 4,70 m Höhe: 22 m Pflanzjahr: ca. 1825 OSM-Link zur Kartendarstellung: Stieleiche am Kirchhof von Sielen, Nordseite | Quercus robur          | 6.33.772                                                            |
| mehr Fotos \| Fotos hochladen | 2 Linden                        | Sielen 51° 33′ 17,7″ N, 9° 22′ 54,1″ O         | Winterlinde am nördlichen Ortsrand von Sielen. Der Baum steht auf dem Friedhof von Sielen, er ist der verbliebene der ehemals 2 Linden. Stammumfang: 4,70 m Höhe: 24 m Pflanzjahr: ca. 1805 OSM-Link zur Kartendarstellung: Winterlinde auf dem Friedhof von Sielen | Tilia cordata          | 6.33.773                                                            |
| mehr Fotos \| Fotos hochladen | 2 Linden                        | Sielen 51° 33′ 19,6″ N, 9° 22′ 55,6″ O         | Sommerlinde am nördlichen Ortsrand von Sielen. Der Baum stand auf dem Friedhof von Sielen und wurde um 2020/21 gefällt. Stammumfang: 5,85 m Höhe: 28 m Pflanzjahr: ca. 1805 OSM-Link zur Kartendarstellung: ehemalige Sommerlinde auf dem Friedhof von Sielen | Tilia platyphyllos     | Die Sommerlinde des Naturdenkmals 6.33.773 wurde um 2020/21 gefällt |
| mehr Fotos \| Fotos hochladen | 1 Eiche                         | Sielen 51° 33′ 4,5″ N, 9° 22′ 57,5″ O          | Stieleiche am südöstlichen Ortsrand von Sielen. Standort des Baumes ist eine Restfläche an der Diemelbrücke der Bachstraße, vor einer zeitgenössisch-hässlichen Industriehalle. Vor dem Baum liegt ein Findling mit einer Metallplatte. Die Inschrift lautet: „FRIEDENSEICHE 1872 GEPFLANZT NACH DEUTSCH-FRANZÖSISCHEM FRIEDENSSCHLUSS SIELEN AUG. 2004“. Stammumfang: 4,25 m Höhe: 22 m Pflanzjahr: 1872 OSM-Link zur Kartendarstellung: Stieleiche an der Diemelbrücke                                                                                           | Quercus robur          | 6.33.774                                                            |
| mehr Fotos \| Fotos hochladen | 1 Kiefer                        | Sielen 51° 33′ 35,7″ N, 9° 21′ 22,2″ O         | Schwarzkiefer ca. 1,2 km nordwestlich des Ortsrandes von Sielen. Der Nadelbaum steht inmitten eines kleinen Waldstückes „Auf der Bühner Seite“. Stammumfang: 3,05 m Höhe: 15 m Pflanzjahr: ca. 1875 OSM-Link zur Kartendarstellung: Kiefer bei Sielen | Pinus nigra            | 6.33.775                                                            |
| mehr Fotos \| Fotos hochladen | 2 Kastanien                     | Trendelburg 51° 34′ 26,2″ N, 9° 25′ 25,1″ O    | Rosskastanien in der Altstadt von Trendelburg, auf dem Burghof der Burg Trendelburg. Die beiden Bäume stehen dort nebeneinander. Die Burg ist ein Privatgelände, sie ist für Besucher des Restaurantbetriebes aber zugänglich. Die nördliche Rosskastanie: Stammumfang: 3,10 m Höhe: 20 m Pflanzjahr: ca. 1855 OSM-Link zur Kartendarstellung: die nördliche Rosskastanie in der Burg Trendelburg Die südliche Rosskastanie: Stammumfang: 3,90 m Höhe: 20 m Pflanzjahr: ca. 1855 OSM-Link zur Kartendarstellung: die südliche Rosskastanie in der Burg Trendelburg | Aesculus hippocastanum | 6.33.777                                                            |
| mehr Fotos \| Fotos hochladen | 1 Eiche „Friedenseiche 1870/71“ | Trendelburg 51° 34′ 22,8″ N, 9° 24′ 51,4″ O    | Stieleiche am westlichen Ortsrand von Trendelburg. Der Baum steht auf einem Betriebsgelände an der Straße „Zur Siechenkirche“. Stammumfang: 4,20 m Höhe: 20 m Pflanzjahr: 1875 OSM-Link zur Kartendarstellung: Stieleiche in Trendelburg | Quercus robur          | 6.33.780                                                            |
| mehr Fotos \| Fotos hochladen | 1 Rosskastanie                  | Eberschütz 51° 32′ 7,6″ N, 9° 21′ 19,8″ O      | Rosskastanie ca. 300 m südwestlich des Ortsrandes von Eberschütz. Der Baum steht in den Wiesen südlich der Diemel, an einem asphaltierten Wirtschaftsweg, der Bestandteil mehrerer Radfernwege ist. Etwa 100 m weiter nördlich befindet sich der Standort einer als Naturdenkmal geschützten Esche (s. o. 6.33.766). Stammumfang: 4,05 m Höhe: 20 m Pflanzjahr: 1855 – 1875 OSM-Link zur Kartendarstellung: Rosskastanie bei Eberschütz | Aesculus hippocastanum | 6.33.781                                                            |

## Flächenhafte Naturdenkmale
| Bild           | Bezeichnung                   | Ortsteil, Lage                              | Beschreibung | Nr.      |
| -------------- | ----------------------------- | ------------------------------------------- | --- | -------- |
| weitere Bilder | Buntsandsteinbruch Stein-Berg | Deisel 51° 35′ 5,4″ N, 9° 25′ 13,6″ O       | Aufgelassener Buntsandstein-Bruch mit großer Steilwand, Schutt- und Geröllhalden südöstlich von Deisel. Bisher sind nur Teilflächen von Gehölzen bedeckt. Fläche: ca. 3,49 ha OSM-Link zur Kartendarstellung: „Buntsandsteinbruch Stein-Berg“ bei Deisel | 6.33.765 |
| weitere Bilder | Nasser Wolkenbruch            | Trendelburg 51° 34′ 32,9″ N, 9° 26′ 46,1″ O | Erdfall, mit Wasser gefüllt, östlich von Trendelburg. Der Hang des natürlich entstandenen Trichters ist mit Buchen bewachsen. Das Naturdenkmal 6.33.674 „Trockener Wolkenbruch“, ebenfalls ein Erdfall, liegt 300 m weiter westlich, siehe dazu Liste der Naturdenkmale im Gutsbezirk Reinhardswald. Fläche: ca. 1,93 ha OSM-Link zur Kartendarstellung: „Nasser Wolkenbruch“ bei Trendelburg Siehe auch den Wikipediaartikel Wolkenbrüche bei Trendelburg | 6.33.778 |
| weitere Bilder | Diemelaltwasser Deesenfeld    | Trendelburg 51° 34′ 51,6″ N, 9° 25′ 10,5″ O | Altwasser der Diemel ca. 800 m nördlich der Altstadt von Trendelburg. Der Totarm hat keine Verbindung zum westlich liegenden Fluss und ist teilweise verlandet. Durch das Gelände führt ein Weg auf einem kleinen Damm, der Bestandteil mehrere Wanderwege und Fahrradrouten ist. Es handelt sich dabei um den alten Trassenverlauf der stillgelegten Carlsbahn. Östlich des Damms liegt eine Wasserfläche mit kleinem Auwald. Östlich daran schließen intensiv landwirtschaftlich genutzte Flächen an. Im Ostteil des Naturdenkmals findet sich der typische Plastikmüll dieser Landwirtschaft: Reste von Folien, Seilen und Rohren. Fläche: ca. 1,0 ha OSM-Link zur Kartendarstellung: „Diemelaltwasser Deesenfeld“ bei Trendelburg | 6.33.779 |